# Gewone rozenluis
De gewone rozenluis (Macrosiphum rosae) is een luis die behoort tot de familie bladluizen. De luizen leven op verscheidene rozensoorten, op soorten van de kaardenbolfamilie (Dipsaceae) (andere indeling: Caprifoliaceae) en die van de valeriaanfamilie (Valerianaceae). 
De gewone rozenluis komt over de hele wereld voor behalve in Oost-Azië en Zuidoost-Azië. In Japan komt de vergelijkbare soort Macrosiphum mordvilkoi voor.

## Kenmerken
De gewone rozenluis heeft een 1,7 tot 3,6 millimeter lang spoelvormig lichaam met een zwarte kop. Er komen twee kleurvarianten voor: groen of roze. De zwarte voelsprieten zijn meestal net zo lang als het lichaam of iets langer. De beide ongeveer 1 millimeter lange sifons zijn zwart en twee keer zolang als de licht gekleurde staartjes aan het achterlijf. De dijbenen (femuren) zijn aan het van het lichaam afgekeerde eind ten minste voor een vierde deel donkerbruin of zwart.

## Levenscyclus
In de herfst komt de gewone rozenluis vaak massaal voor op de toppen van de jonge rozenscheuten. Op deze scheuten worden de zwarte eitjes afgezet (ongeveer 1,3 millimeter lang, 0,6 millimeter dik). In het voorjaar komen hieruit de vleugelloze vrouwelijke luizen. Vervolgens komen er door parthenogenese en levendbaring snel achter elkaar meerdere generaties luizen en worden grote kolonies gevormd op de toppen van scheuten en rozenknoppen. 
Op het noordelijk halfrond zijn de populaties in juni en juli op hun grootst. Hierna komen er gevleugelde, vrouwelijke luizen, die naar een andere waardplant gaan (echter niet altijd). Deze waardplanten behoren tot de kaardenbolfamilie (onder andere grote kaardenbol, Ilex, Knautia en Scabiosa) en de valeriaanfamilie (Valeriana). Aan het begin van de herfst ontstaan er ook gevleugelde mannelijk luizen, waarna de luizen teruggaan naar de rozen waarop de vrouwtjes hun eitjes afzetten.

## Galerij

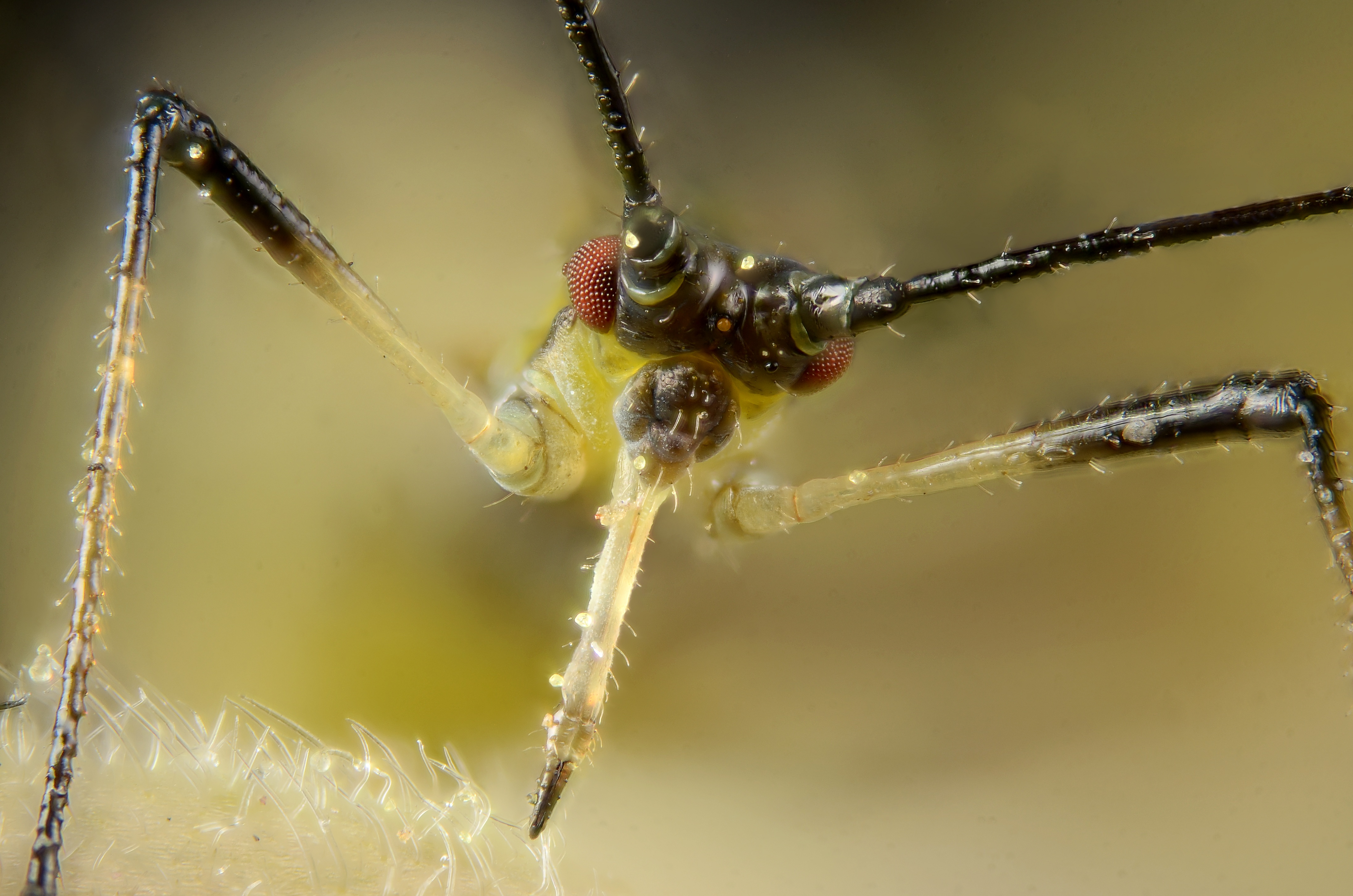
Kop van de gewone rozenluis
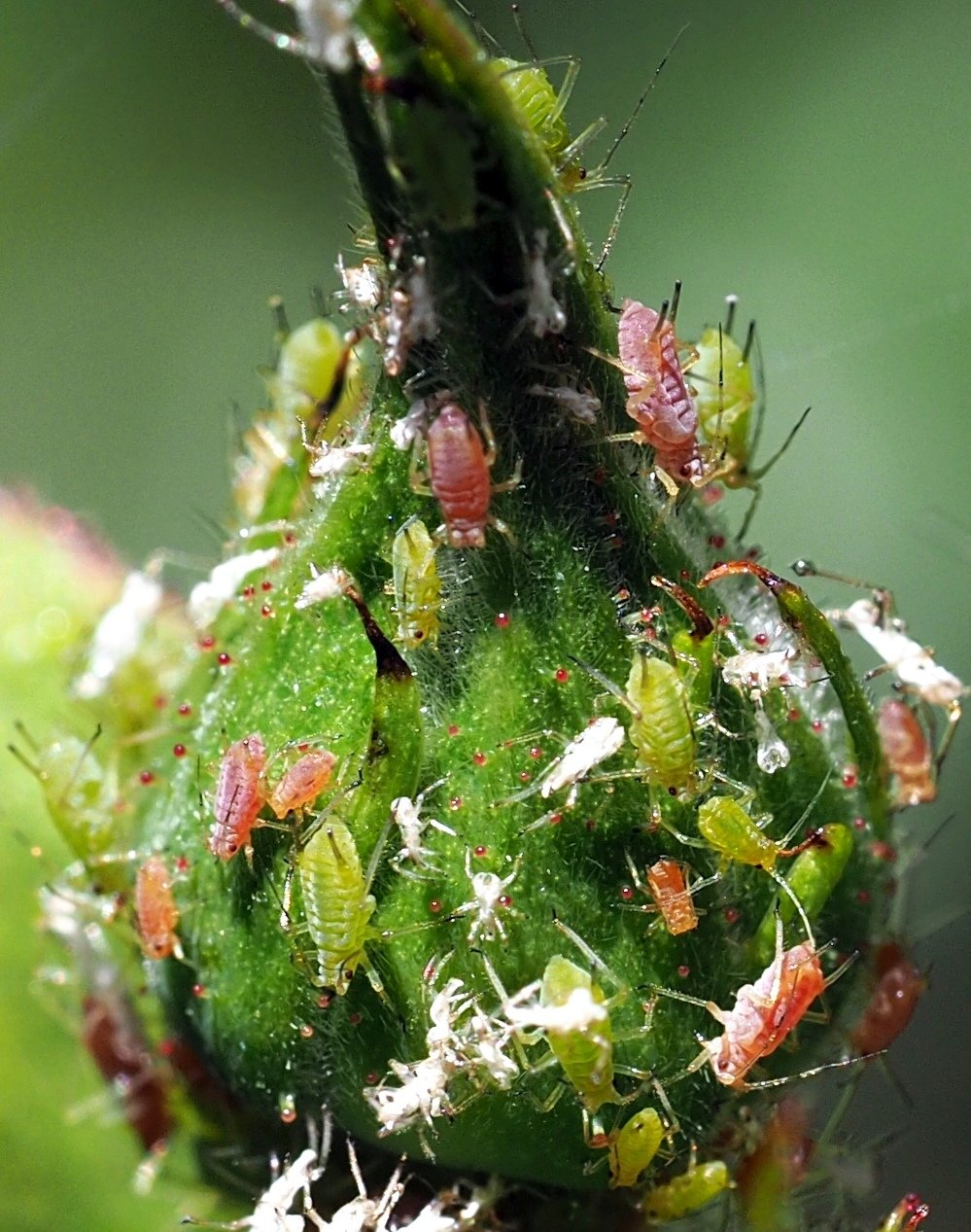
Verschillende ontwikkelingsstadia op een rozenknop
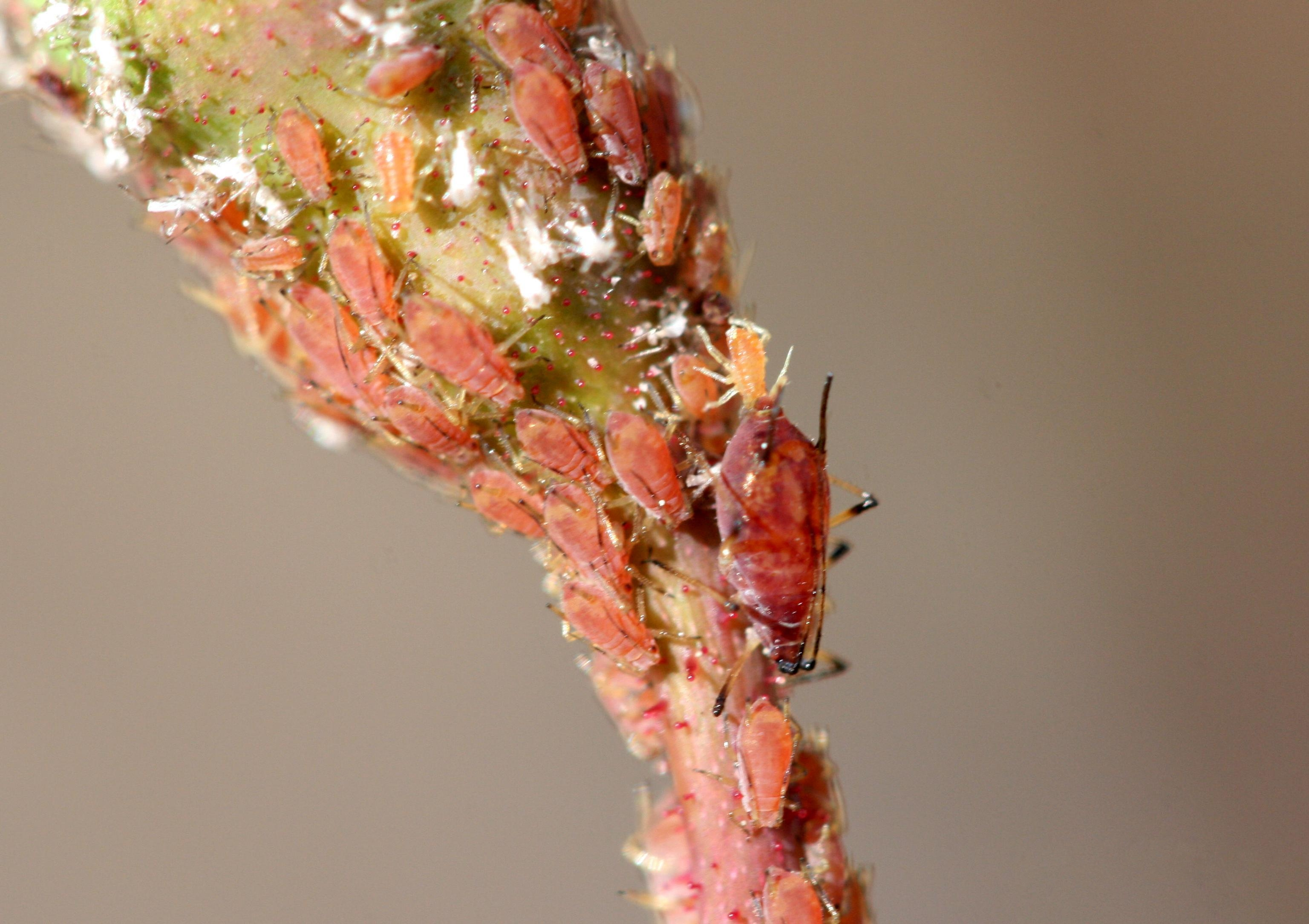
Levendbarende luis
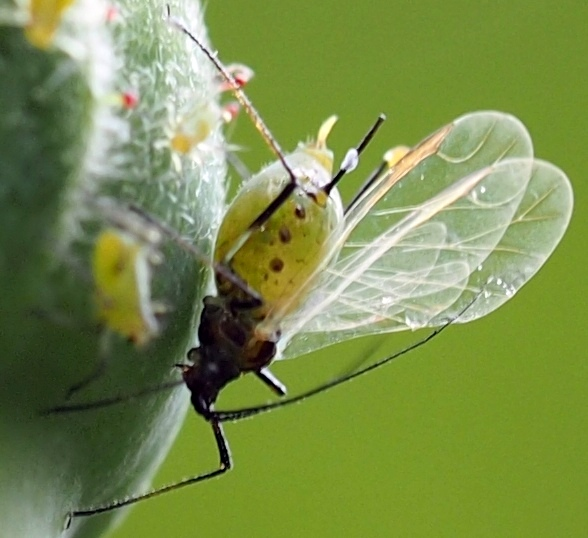
Gevleugelde luis
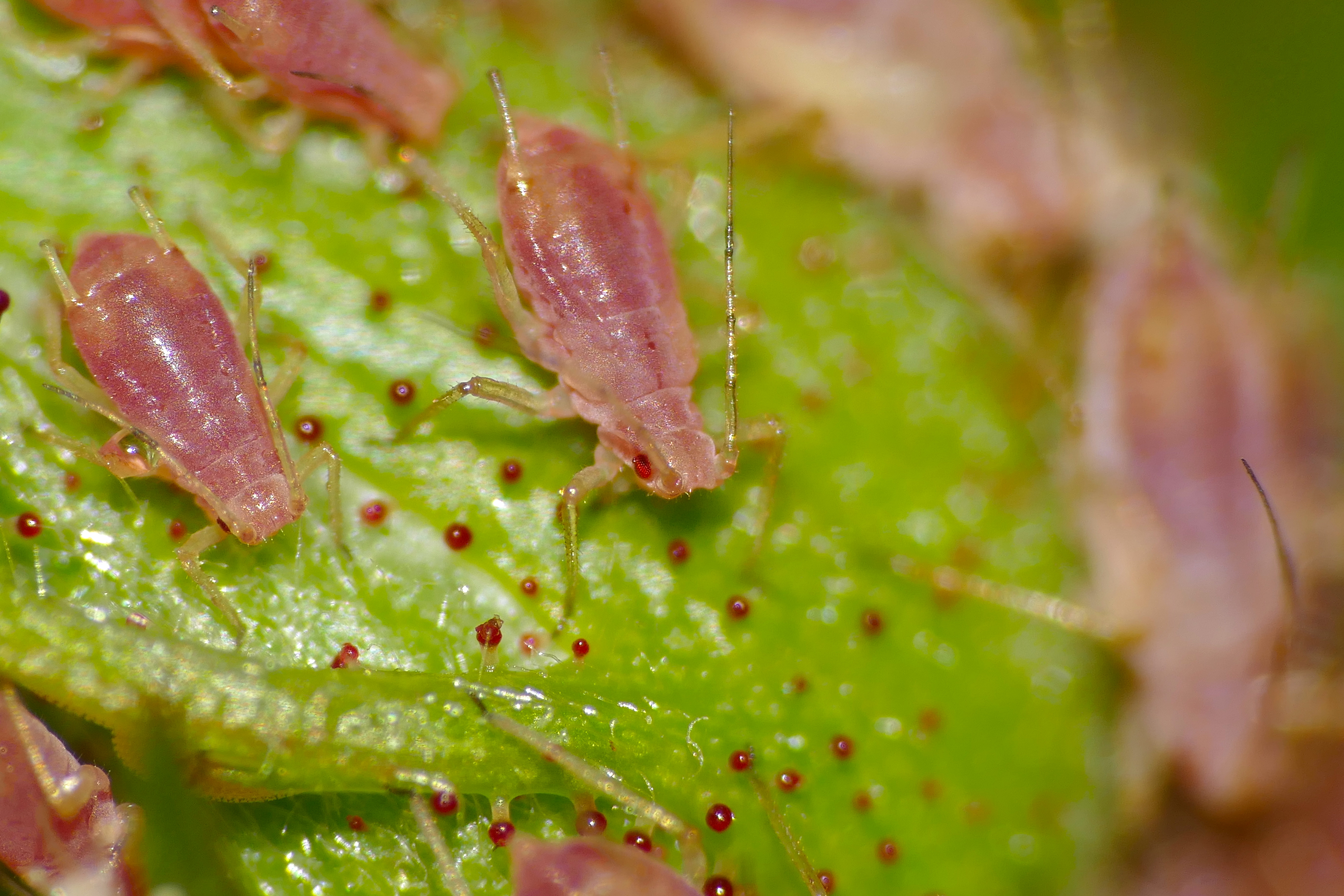
Nimfen
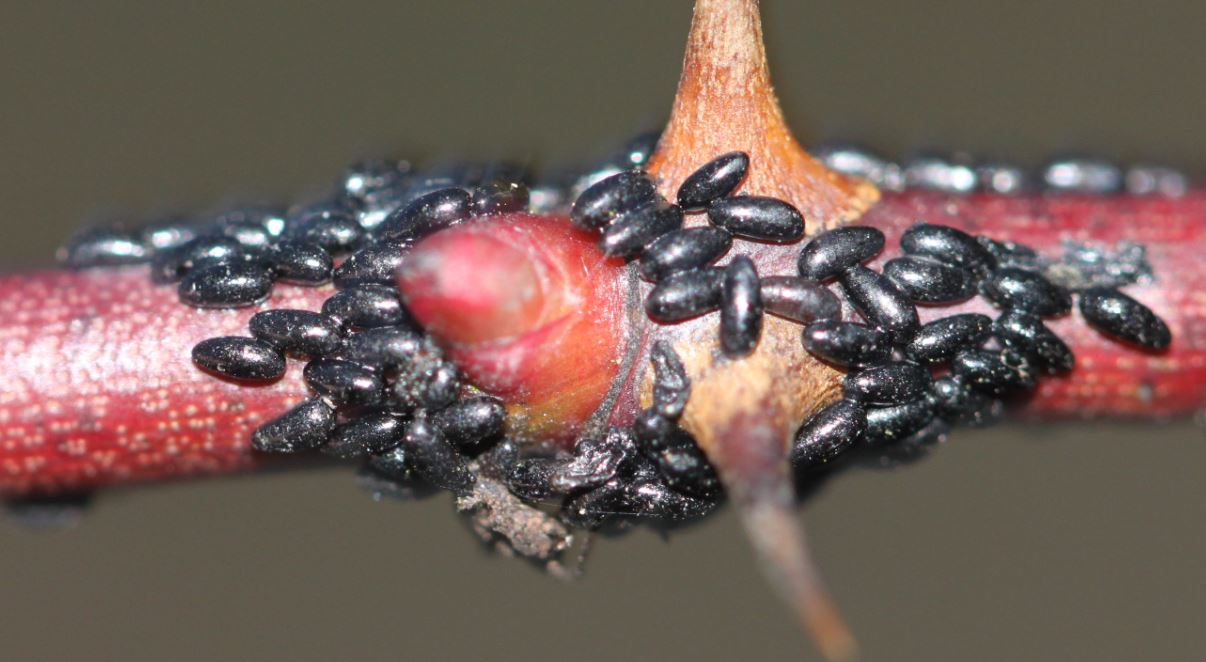
Eitjes
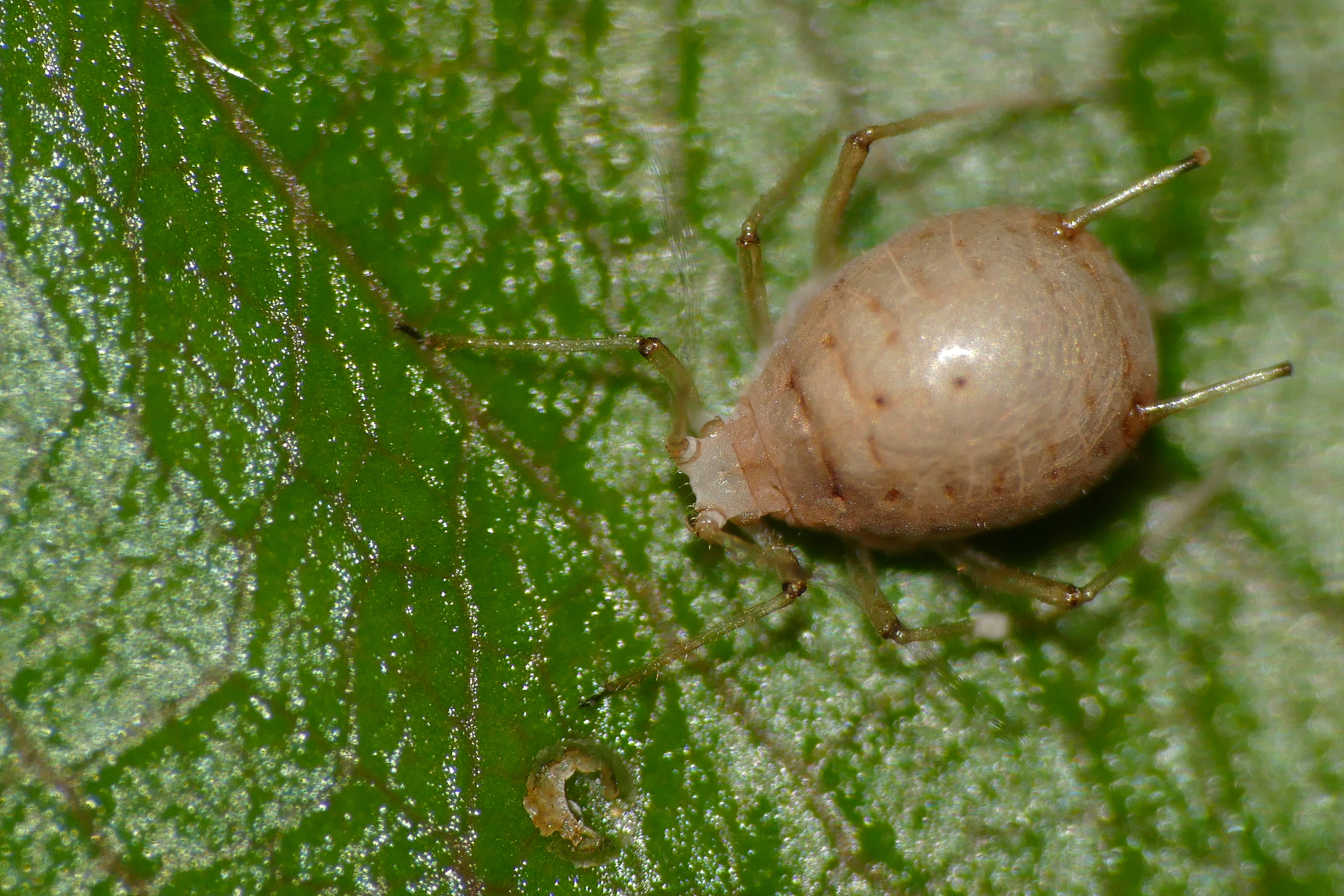
Geparasiteerde luis door een schildwesp